# NGC 5367
NGC 5367 is een reflectienevel in het sterrenbeeld Centaur. Het hemelobject werd op 26 juni 1834 ontdekt door de Britse astronoom John Herschel.

## Synoniemen
- IC 4347
- ESO 325-N*36